# Каулофриновые
Каулофриновые (лат. Caulophrynidae) — семейство глубоководных лучепёрых рыб из отряда удильщикообразных (Lophiiformes), представители которого обитают на больших глубинах Атлантического, Индийского и Тихого океанов.
На иллиции отсутствует светящаяся эска. Карликовые самцы паразитируют на самках. Лучи спинного и анального плавников очень длинные.

## Классификация
В составе семейства выделяют 2 рода с 5 видами:
- Род Caulophryne — Каулофрины[3]
  - Caulophryne bacescui Mihai-Bardan, 1982 — Каулофрина Боцеску, или мохнатый удильщик Боцеску[3]
  - Caulophryne jordani Goode & Bean, 1896 — Каулофрина Джордана, или мохнатый удильщик Джордана[3]
  - Caulophryne pelagica A. B. Brauer, 1902 — Индийская каулофрина, или пелагический мохнатый удильщик
  - Caulophryne polynema Regan, 1930 — Длиннолучевая каулофрина, или длиннолучевой мохнатый удильщик[3]
- Род Robia — Робии[3] — монотипический